# Слободан град Данциг
Слободан град Данциг (пољ. Wolne Miasto Gdańsk) био је полу-аутономни град-држава који је постојао између 1920. и 1939. а састојао се од данашњег града Гдањска и скоро 200 околних градова, села и насеља. Основан је 15. новембра 1920. у складу са условима члана 100 одељак XI пасус III Версајског споразума.
По Версајском споразуму регион треба да остане одвојен од Вајмарске републике и ново успостављене Пољске државе али није био независна држава већ је био под заштитом Лиге народа и у обавезујућој царинској унији са Пољском.
Пољској је дато пуно право да развија и одржава транспортне и све друге везе са градом и да користи луку у граду. Главни разлог оснивања Слободног града Данциг је да Пољска добије приступ добро развијено морској луци а у исто време признаје се да је већинско становништво немачко (око 95%).